# Guante de datos

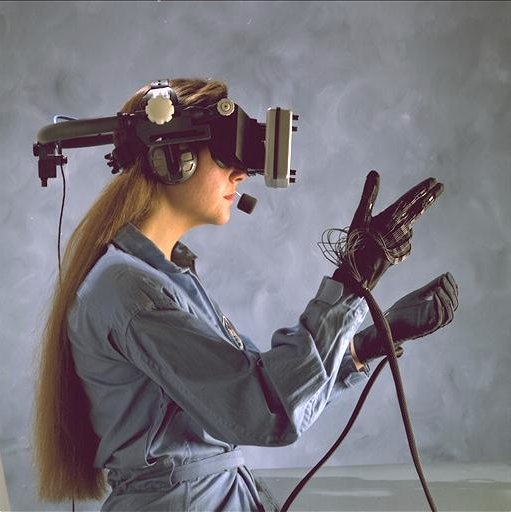
Una mujer usando una Head-Mounted Display y guantes con alambre.

Un guante de datos, también llamado guante cibernético, es un periférico de entrada para la interacción persona-computadora que se usa como un guante.
Se utilizan varias tecnologías de sensores para capturar datos físicos como la flexión de los dedos. A menudo, se adjunta un rastreador de movimiento, como un dispositivo de rastreo magnético o un dispositivo de navegación inercial, para capturar los datos de posición/rotación global del guante. Estos movimientos luego son interpretados por el software que acompaña al guante, por lo que cualquier movimiento puede significar muchas cosas. Los gestos se pueden clasificar en información útil, como reconocer el lenguaje de señas u otras funciones simbólicas.
Los costosos guantes de datos de alta gama también pueden proporcionar retroalimentación háptica, es decir, una simulación del sentido del tacto. Esto permite que un guante de datos también se use como dispositivo de salida. Tradicionalmente, los guantes de datos solo han estado disponibles a un costo enorme, y los sensores de flexión de los dedos y el dispositivo de seguimiento deben comprarse por separado.
Los guantes de datos se usan a menudo en entornos de realidad virtual y para imitar el movimiento de la mano humana por parte de los robots.

## Historia
El guante Sayre, creado por Electronic Visualization Laboratory en 1977, fue el primer guante de datos.
En 1982, Thomas G. Zimmerman presentó una patente (Patente de EE. UU. 4542291) sobre un sensor óptico flexible montado en un guante para medir la flexión de los dedos.  Zimmerman trabajó con Jaron Lanier para incorporar tecnología ultrasónica y magnética de seguimiento de la posición de la mano para crear el Power Glove y el Data Glove, respectivamente (patente estadounidense 4988981, presentada en 1989). El sensor de flexión óptica utilizado en el Data Glove fue inventado por Young L. Harvill, quien raspó la fibra cerca de la articulación del dedo para que fuera localmente sensible a la flexión.
Uno de los primeros guantes con cable disponibles para usuarios domésticos en 1987 fue el Power Glove de Nintendo. Este fue diseñado como un guante de juego para el sistema de Nintendo Entertainment System. Tenía un rastreador rudimentario y sensores para doblar los dedos, además de botones en la parte posterior. Los sensores resistivos del PowerGlove también fueron utilizados por aficionados para crear sus propios guantes de datos.
A esto le siguió el CyberGlove, creado por Virtual Technologies, Inc. en 1990. Virtual Technologies fue adquirida por Immersion Corporation en septiembre de 2000. En 2009, Immersion Corporation vendió la línea de productos CyberGlove y una nueva empresa, CyberGlove Systems LLC, se hizo cargo del desarrollo, la fabricación y las ventas de CyberGlove.
Además de CyberGlove, Immersion Corp también desarrolló otros tres productos de guantes de datos: CyberTouch, que hace vibrar cada dedo individual del guante cuando un dedo toca un objeto en la realidad virtual; CyberGrasp, que en realidad simula apretar y tocar objetos sólidos y esponjosos; y el dispositivo CyberForce que hace todo lo anterior y también mide el movimiento preciso de todo el brazo del usuario.

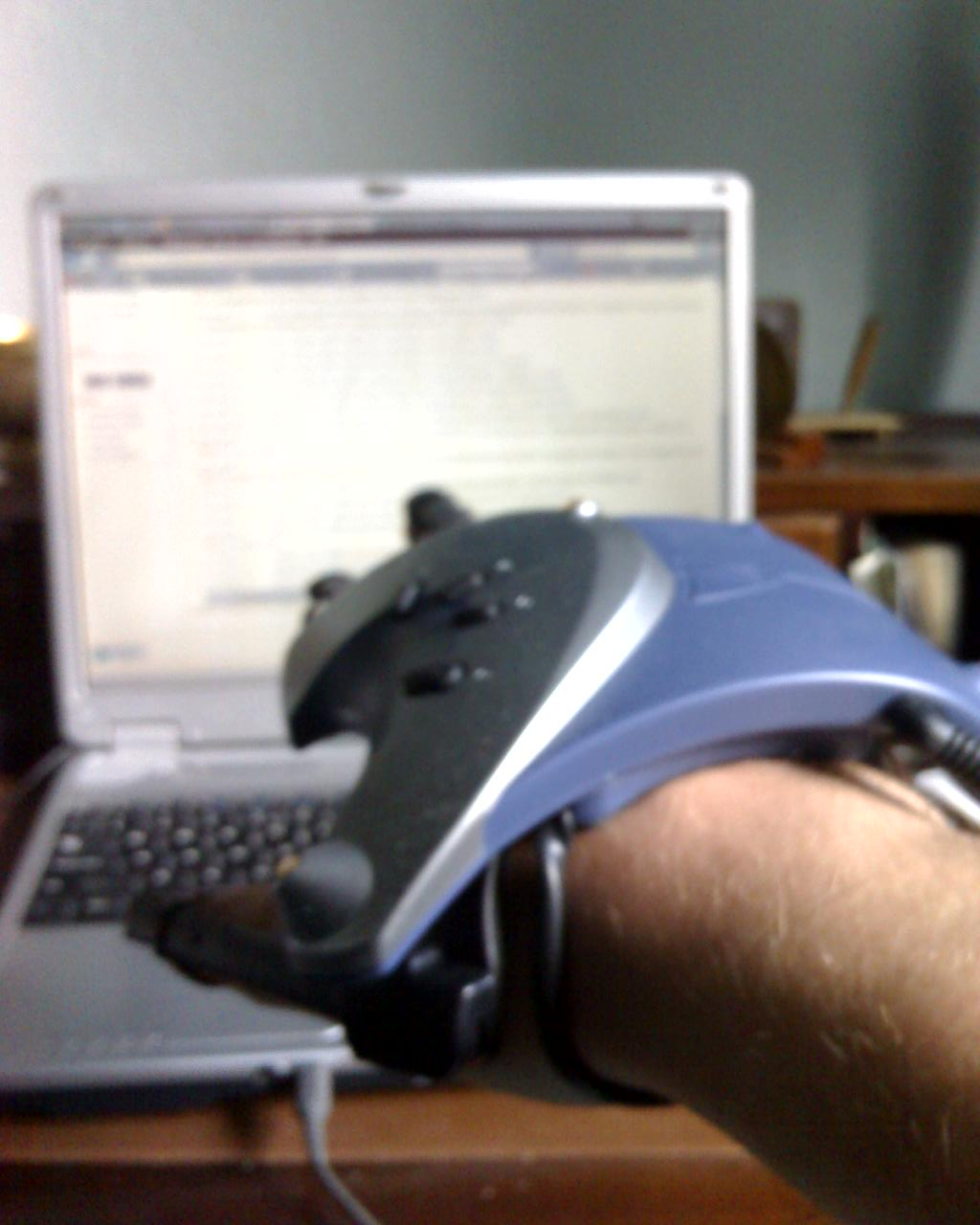
Un guante con cable P5 que se utiliza como ratón.

En 2002, Essential Reality (hardware diseñado por Johathan Clarke y Leigh Boyd) lanzó el P5 Glove. En las aplicaciones normales, funcionaba como un mouse bidimensional y algunos juegos de computadora se adaptaron especialmente para brindarle soporte "3D". El guante P5 es compatible con Microsoft Windows XP y el Mac OS Classic. También existen controladores no oficiales para GNU/Linux. Si bien recibió algunas críticas positivas de las revistas de dispositivos y juegos, la falta de software compatible y otros problemas hicieron que siguiera siendo una novedad.[cita requerida] Desde entonces ha sido descontinuado.
Después del guante P5 está el Guante 5th. Un kit de tiras flexoras y guantes de datos (5th Glove DFK) vendido por Fifth Dimension Technologies. El paquete utiliza sensores flexibles de flexión óptica para rastrear el movimiento de la mano y el brazo. El guante se puede usar con el sistema de rastreo ultrasónico de 5DT, el rastreador de cabeza 5DT y de mano 5DT, que puede rastrear el movimiento desde una distancia de hasta dos metros del transmisor de la unidad.
Preocupados por el elevado coste de las soluciones comerciales más completas, Pamplona et al. propuso un nuevo dispositivo de entrada: un guante de datos basado en imágenes (IBDG). Al colocar una cámara en la mano del usuario y un marcador visual en cada punta de los dedos, utilizan técnicas de visión por computadora para estimar la posición relativa de las puntas de los dedos. Una vez que tienen información sobre las puntas, aplican técnicas de cinemática inversa para estimar la posición de cada articulación de los dedos y recrear los movimientos de los dedos del usuario en un mundo virtual. Al agregar un dispositivo de seguimiento de movimiento, también se pueden mapear las traducciones de cabeceo, guiñada, balanceo y XYZ de la mano del usuario, recreando casi todos los gestos y posturas realizados por la mano del usuario en un dispositivo de bajo costo.
Una alternativa moderna a la tecnología inercial, óptica y magnética es el uso de sensores de estiramiento. La empresa neozelandesa StretchSense ha desarrollado el primer guante de captura de movimiento con sensor de estiramiento llamado MoCap Pro. Los sensores de estiramiento son condensadores flexibles a base de silicona que miden los cambios de estiramiento, flexión, cizallamiento y presión. Luego, los datos se pueden transmitir a plataformas de software como Unreal Engine, Unity y Maya para animar la mano de un personaje virtual.

## Alternativas
Una alternativa a los guantes con alambre es usar una cámara y visión artificial para rastrear la postura 3D y la trayectoria de la mano, a costa de la retroalimentación táctil.

## Cultura popular
La adaptación cinematográfica de Minority Report utiliza guantes inalámbricos para controlar periféricos futuristas similares a computadoras.
El Mattel Power Glove se mostró de manera destacada en la película de colocación de productos de Nintendo The Wizard, manejado  por el antagonista Lucas Barton.

## Proyectos académicos y de investigación.
El concepto de un guante de datos ha sido tradicionalmente popular en la comunidad de investigación e ingeniería. Los ingenieros continúan desarrollando prototipos que utilizan tecnologías y arquitecturas de sensores innovadoras para lograr el objetivo del reconocimiento de gestos. Por ejemplo, uno de esos proyectos es el Smart Glove, desarrollado en 2009 por los entonces estudiantes de ingeniería electrónica Arvind Ramana, Subramanian KS, Suresh y Shiva. Este proyecto fue un diseño innovador que hizo un uso interesante de interruptores de efecto Hall y sensores de curvatura hechos a medida en casa.
Una de las principales barreras para la adopción de guantes de datos es el sudor.